# Mediorhynchus
Mediorhynchus, rod parazitskih crva porodice Giganthorhynchidae, koljeno Acanthocephala. Obuhvaća 45 vrsta
- Mediorhynchus alecturae (Johnston and Edmonds, 1947),
- Mediorhynchus cambellensis Soota, Srivastava, Glosh, 1969,
- Mediorhynchus centurorum Nickol, 1969,
- Mediorhynchus conirostris Ward, 1966,
- Mediorhynchus corcoracis Johnston and Edmonds, 1950,
- Mediorhynchus edmondsi Schmidt and Kuntz, 1977,
- Mediorhynchus emberizae (Rudolphi, 1819),
- Mediorhynchus empodius (Skrjabin, 1913),
- Mediorhynchus gallinarum (Bhalerao, 1937),
- Mediorhynchus giganteus Meyer, 1931,
- Mediorhynchus grandis Van Cleve, 1916,
- Mediorhynchus indicus George, et al, 1981,
- Mediorhynchus kuntzi Ward, 1960,
- Mediorhynchus lagodekhiensis Kuraschvili, 1955,
- Mediorhynchus leptis Ward, 1966,
- Mediorhynchus lophurae Wang, 1966,
- Mediorhynchus mattei Marchand and Vassiliades, 1982,
- Mediorhynchus meiringi Bisseru, 1960,
- Mediorhynchus micranthus (Rudolphi, 1819),
- Mediorhynchus mirabilis (Marval, 1905),
- Mediorhynchus muritensis Lundstrom, 1942,
- Mediorhynchus najasthanensis Gupta, 1976,
- Mediorhynchus numidae (Baer, 1925),
- Mediorhynchus orientalis Belopolskaya, 1953,
- Mediorhynchus oswaldocruzi Travassos, 1923,
- Mediorhynchus otidis (Miescher, 1841),
- Mediorhynchus papillosus Van Cleve, 1916,
- Mediorhynchus passeris Das, 1951,
- Mediorhynchus pauciuncinatus Dollfus, 1959,
- Mediorhynchus petrochenkoi Gvosdev and Soboleva, 1966,
- Mediorhynchus pintoi Travassos, 1923,
- Mediorhynchus rajasthanensis Gupta, 1976,
- Mediorhynchus robustus Van Cleve, 1916,
- Mediorhynchus rodensis Cosin, 1971,
- Mediorhynchus sharmai Gupta and Lata, 1967,
- Mediorhynchus sipocotensis Tubangui, 1935,
- Mediorhynchus taeniatus (Linstow, 1901),
- Mediorhynchus tanagrae (Rudolphi, 1819),
- Mediorhynchus tenuis Meyer, 1931,
- Mediorhynchus textori Barus, et al, 1978,
- Mediorhynchus turnixena (Tubangui, 1931),
- Mediorhynchus vaginatus (Diesing, 1851),
- Mediorhynchus vancleavei (Lundstrom, 1942),
- Mediorhynchus wardi Schmidt and Canaris, 1967,
- Mediorhynchus zosteropis (Porta, 1913)